# Новолазарівська сільська рада
Новола́зарівська сільська́ ра́да — адміністративно-територіальна одиниця та орган місцевого самоврядування в Казанківському районі Миколаївської області. Адміністративний центр — село Новолазарівка.

## Загальні відомості
- Населення ради: 726 осіб (станом на 2001 рік)

## Населені пункти
Сільській раді підпорядковані населені пункти:
- с. Новолазарівка
- с-ще Копані
- с. Покровка

## Склад ради
Рада складається з 14 депутатів та голови.
- Голова ради: Красовіцький Валентин Іванович
- Секретар ради: Фурсова Галина Андріївна

### Керівний склад попередніх скликань
| Прізвище, ім'я, по батькові    | Основні відомості                                                 | Дата обрання | Дата звільнення |
| ------------------------------ | ----------------------------------------------------------------- | ------------ | --------------- |
| Красовіцький Валентин Іванович | Сільський голова, 1952 року народження, освіта вища               | 26.03.2006   | 31.10.2010      |
| Красовіцький Валентин Іванович | Сільський голова, 1952 року народження, освіта вища, безпартійний | 31.10.2010   |                 |

Примітка: таблиця складена за даними сайту Верховної Ради України

### Депутати
За результатами місцевих виборів 2010 року депутатами ради стали:

#### За суб'єктами висування
| Суб'єкт висування           | Кількість обраних депутатів | %    |
| --------------------------- | --------------------------- | ---- |
| Комуністична партія України | 6                           | 42,9 |
| Партія регіонів             | 5                           | 35,7 |
| Самовисування               | 3                           | 21,4 |

#### За округами
| № округу                    | Прізвище, ім'я, по батькові    | Дата визнання обраним | Освіта             | Партійна приналежність | Відомості про обраного депутата                               |
| --------------------------- | ------------------------------ | --------------------- | ------------------ | ---------------------- | ------------------------------------------------------------- |
| Комуністична партія України |                                |                       |                    |                        |                                                               |
| 1                           | Піліпан Альона Михайлівна      | 03.11.2010            | середня            | позапартійна           | Новолазарівська сільська рада, касир                          |
| 2                           | Капран Ольга Миколаївна        | 03.11.2010            | середня            | позапартійна           | Сільськийбудиноккультури, директор                            |
| 3                           | Кучеренко Надія Григорівна     | 03.11.2010            | середня            | позапартійна           | Новолазарівська бібліотека-філія, завідувачка                 |
| 6                           | Пушня Олег Анатолійович        | 03.11.2010            | середня            | позапартійний          | ЛТД"Плай", слюсар                                             |
| 8                           | Спірук Володимир Іванович      | 03.11.2010            | середня            | позапартійний          | ЛТД"Плай", водій                                              |
| 9                           | Криворучко Альона Леонідівна   | 03.11.2010            | середня            | позапартійна           | Новолазарівськийфельдшерсько-акушерський пункт, медичнасестра |
| Партія регіонів             |                                |                       |                    |                        |                                                               |
| 4                           | Коваленко Валентина Дмитрівна  | 03.11.2010            | вища               | член Партії регіонів   | Новолазарівська загальноосвітня школа, вчитель                |
| 10                          | Ковбасюк Володимир Федорович   | 03.11.2010            | вища               | позапартійний          | ПП «Володимир», директор                                      |
| 11                          | Чумак Олександр Володимирович  | 03.11.2010            | середня            | позапартійний          | тимчасово не працює                                           |
| 12                          | Праннік Віра Володимирівна     | 03.11.2010            | вища               | позапартійна           | Новолазарівська загальноосвітня школа, вчитель                |
| 14                          | Жарко Алла Анатоліївна         | 03.11.2010            | середня            | позапартійна           | Новолазарівська загальноосвітня школа, техпрацівник           |
| Самовисування               |                                |                       |                    |                        |                                                               |
| 5                           | Криворучко Володимир Федорович | 03.11.2010            | середня            | позапартійний          | одноосібник                                                   |
| 7                           | Сапожнікова Раїса Наумівна     | 16.09.2012            | середня спеціальна | позапартійна           | Новолазарівська сільська рада, головний бухгалтер             |
| 13                          | Умрихін Олег Іванович          | 03.11.2010            | вища               | позапартійний          | Новолазарівська загальноосвітня школа, вчитель                |